# سوتو ایل مونته
سوتو ایل مونته (به ایتالیایی: Sotto il Monte Giovanni XXIII) یک کومونه در ایتالیا است که در استان برگامو واقع شده‌است.

## خصوصیات
سوتو ایل مونته ۵ کیلومترمربع مساحت و ۳٬۵۸۷ نفر جمعیت دارد و ۳۰۵ متر بالاتر از سطح دریا واقع شده‌است.

## خواهرخوانده
شهر مارکتل خواهرخواندهٔ سوتو ایل مونته هست.